# Paul Adrien Maurice Dirac
Paul Adrien Maurice Dirac   (Bristol, 8 d'agost de 1902 - Tallahassee, 20 d'octubre de 1984) fou un enginyer, matemàtic  i físic teòric britanico-suís considerat un dels fundadors de la mecànica quàntica. Dirac va establir les bases tant de l'electrodinàmica quàntica com de la teoria quàntica de camps. Va ser professor Lucasià de Matemàtiques a la Universitat de Cambridge i professor de física a la Universitat Estatal de Florida. Dirac va compartir el Premi Nobel de Física de 1933 amb Erwin Schrödinger pel "descobriment de noves formes productives de teoria atòmica".
Dirac es va graduar a la Universitat de Bristol amb una llicenciatura en Ciències amb honors de primera classe en enginyeria elèctrica el 1921, i una llicenciatura en Arts amb honors de primera classe en matemàtiques el 1923. Dirac es va graduar a la Universitat de Cambridge amb un doctorat en física el 1926, escrivint la primera tesi sobre mecànica quàntica.
Dirac va fer contribucions fonamentals al desenvolupament inicial tant de la mecànica quàntica com de l'electrodinàmica quàntica, encunyant aquest últim terme. Entre altres descobriments, va formular l'equació de Dirac el 1928. Va connectar la relativitat especial i la mecànica quàntica i va predir l'existència de l'antimatèria. Les equacions de Dirac són un dels resultats més importants de la física, considerades per alguns físics com la "veritable llavor de la física moderna". Va escriure un famós article el 1931, que va predir encara més l'existència de l'antimatèria. Dirac també va contribuir en gran manera a la reconciliació de la relativitat general amb la mecànica quàntica. Va contribuir a l'estadística de Fermi-Dirac, que descriu el comportament dels fermions, partícules amb espín semienter. La seva monografia de 1930, Els principis de la mecànica quàntica, és un dels textos més influents sobre el tema.
El 1987, Abdus Salam va declarar que «Dirac va ser sens dubte un dels físics més grans d'aquest segle o de qualsevol altre... Cap home, excepte Einstein, ha tingut una influència tan decisiva, en tan poc temps, en el curs de la física en aquest segle». El 1995, Stephen Hawking va afirmar que «Dirac ha fet més que ningú aquest segle, amb l'excepció d'Einstein, per fer avançar la física i canviar la nostra imatge de l'univers». Antonino Zichichi va afirmar que Dirac va tenir un impacte més gran en la física moderna que Einstein, mentre que Stanley Deser va comentar que "Tots ens recolzem sobre les espatlles de Dirac".

## Biografia
Nascut el 8 d'agost del 1902 a la ciutat anglesa de Bristol, i va créixer a la zona de Bishopston de la ciutat. El seu pare, Charles Adrien Ladislas Dirac, era un immigrant de Saint-Maurice, Suïssa, d'ascendència francesa, que treballava a Bristol com a professor de francès, del qual conservà la seva nacionalitat fins al 1919. Sa mare, Florence Hannah Dirac, de soltera Holten, va néixer en una família metodista de Cornualla a Liskeard, Cornualla. Va rebre el nom de Florence Nightingale pel seu pare, un capità de vaixell, que havia conegut Nightingale quan era soldat durant la Guerra de Crimea. La seva mare es va traslladar a Bristol de jove, on va treballar com a bibliotecària a la Bristol Central Library; tot i això, encara considerava que la seva identitat era còrnica en lloc d'anglesa. Paul tenia una germana més jove, Béatrice Isabelle Marguerite, coneguda com a Betty, i un germà més gran, Reginald Charles Félix, conegut com a Felix, que se suïcidà el mes de març del 1925. Dirac recordava: "Els meus pares van patir terriblement. No sabia que se l'estimessin tant […] Mai havia pensat que se suposava que els pares estimaven llurs fills, però a partir d'aleshores ho vaig saber".
Carles i els nens eren oficialment nacionals suïssos fins que es van naturalitzar el 22 d'octubre de 1919. El pare de Dirac era estricte i autoritari, tot i que desaprovava els càstigs corporals. Dirac va tenir una relació tensa amb el seu pare, tant és així que després de la mort del seu pare, Dirac va escriure: "Em sento molt més lliure ara, i sóc el meu propi home". Charles va obligar els seus fills a parlar-li només en francès perquè poguessin aprendre l'idioma. Quan Dirac va descobrir que no podia expressar el que volia dir en francès, va optar per romandre en silenci.

### Educació
Dirac va estudiar primer a l'escola primària Bishop Road i després al Merchant Venturers' Technical College (més tard Cotham School ), on el seu pare era professor de francès. L'escola era una institució adscrita a la Universitat de Bristol, que compartia terrenys i personal. Emfatitzava matèries tècniques com la construcció de maons, la fabricació de sabates i la metal·listeria, i les llengües modernes. Això era inusual en una època en què l'educació secundària a Gran Bretanya encara estava dedicada en gran part als clàssics, i quelcom pel qual Dirac expressaria més tard la seva gratitud. Un dels seus companys a l'escola Bishop Road va ser Archibald Leach, més tard famós com a Cary Grant.
Dirac va estudiar enginyeria elèctrica amb una beca de la Universitat de la Ciutat de Bristol a la facultat d'enginyeria de la Universitat de Bristol, que estava ubicada conjuntament amb el Merchant Venturers' Technical College. Poc abans de completar la seva carrera el 1921, es va presentar a l'examen d'accés al St John's College de Cambridge. Va aprovar i li van concedir una beca de 70 lliures, però aquesta no va ser la quantitat de diners necessària per viure i estudiar a Cambridge. Tot i haver-se graduat amb una llicenciatura en enginyeria elèctrica amb matrícula d'honor, el clima econòmic de la depressió de la postguerra va ser tal que no va poder trobar feina com a enginyer. En comptes d'això, va acceptar una oferta per estudiar gratuïtament una llicenciatura en matemàtiques a la Universitat de Bristol. Se li va permetre saltar-se el primer any del curs a causa del seu títol d'enginyeria. Sota la influència de Peter Fraser, a qui Dirac va anomenar el millor professor de matemàtiques, va tenir un gran interès per la geometria projectiva i va començar a aplicar-la a la versió geomètrica de la relativitat que Minkowski va desenvolupar.
El 1923, Dirac es va graduar, una vegada més amb honors de primera classe, i va rebre una beca de 140 lliures del Departament de Recerca Científica i Industrial. Juntament amb la beca de 70 lliures del St John's College, això va ser suficient per viure a Cambridge. Allà, Dirac va dedicar-se a la teoria de la relativitat general, un interès que havia desenvolupat anteriorment com a estudiant a Bristol, i al camp naixent de la física quàntica, sota la supervisió de Ralph Fowler. De 1925 a 1928 va obtenir una beca de recerca de 1851 de la Comissió Reial per a l'Exposició de 1851. Va completar el seu doctorat el juny de 1926 amb la primera tesi sobre mecànica quàntica presentada enlloc. Després va continuar la seva recerca a Copenhaguen i Göttingen. A la primavera de 1929, va ser professor visitant a la Universitat de Wisconsin-Madison.

### Família
El 1937, Dirac es va casar amb Margit Wigner, germana del físic Eugene Wigner i divorciada. Dirac va criar els dos fills de Margit, Judith i Gabriel, com si fossin seus. Paul i Margit Dirac també van tenir dues filles junts, Mary Elizabeth i Florence Monica.

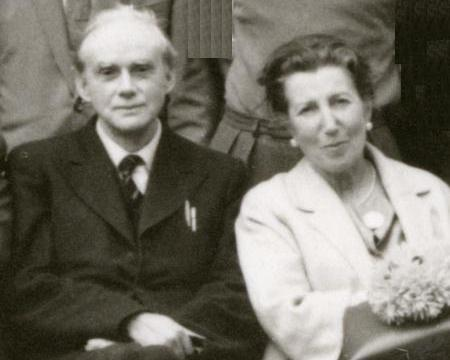
Paul i Manci Dirac a Copenhaguen, juliol de 1963

Margit, coneguda com a Manci, havia visitat el seu germà el 1934 a Princeton, Nova Jersey, des de la seva Hongria natal i, mentre sopaven al restaurant Annex, va conèixer "l'home d'aspecte solitari de la taula del costat". Aquest relat d'un físic coreà, YS Kim, que va conèixer i va ser influenciat per Dirac, també diu: "És una gran sort per a la comunitat física que Manci tingués bona cura del nostre respectat Paul AM Dirac. Dirac va publicar onze articles durant el període 1939-46. Dirac només va poder mantenir la seva productivitat investigadora normal perquè Manci estava a càrrec de tot el demés".

### Personalitat
Els seus amics i col·legues consideraven que Dirac tenia un caràcter inusual. En una carta de 1926 a Paul Ehrenfest, Albert Einstein va escriure sobre un article de Dirac: "Estic treballant molt en Dirac. Aquest equilibri en el camí vertiginós entre el geni i la bogeria és terrible". En una altra carta sobre l'efecte Compton, va escriure: "No entenc gens els detalls de Dirac". Dirac era conegut entre els seus col·legues per la seva naturalesa precisa i taciturna. Els seus col·legues de Cambridge van definir en broma una unitat anomenada "dirac", que era una paraula per hora. Quan Niels Bohr es va queixar que no sabia com acabar una frase en un article científic que estava escrivint, Dirac va respondre: "A l'escola em van ensenyar a no començar mai una frase sense saber-ne el final". Va criticar l'interès del físic J. Robert Oppenheimer per la poesia: "L'objectiu de la ciència és fer comprensibles les coses difícils d'una manera més senzilla; l'objectiu de la poesia és enunciar les coses simples d'una manera incomprensible. Tots dos són incompatibles". Bohr va qualificar Dirac de "geni lògic complet" i també de "l'home més estrany" que mai havia visitat el seu Institut.
El mateix Dirac va escriure al seu diari durant els seus anys de postgrau que es concentrava únicament en la seva recerca i que només s'aturava els diumenges, quan feia llargues passejades sol.
Una anècdota relatada en una ressenya de la biografia del 2009 explica com Werner Heisenberg i Dirac navegaven en un transatlàntic cap a una conferència al Japó l'agost de 1929. "Tots dos encara a la vintena i solters, formaven una parella estranya. Heisenberg era un senyor que flirtejava i ballava constantment, mentre que Dirac —"un friqui eduardià", com diu el biògraf Graham Farmelo— patia agonies si se'l veia obligat a socialitzar o xerrar. "Per què balles?", va preguntar Dirac al seu company. "Quan hi ha noies simpàtiques, és un plaer", va respondre Heisenberg. Dirac va reflexionar sobre aquesta idea i després va deixar anar: "Però, Heisenberg, com saps per endavant que les noies són simpàtiques?"
Margit Dirac va dir tant a George Gamow com a Anton Capri a la dècada del 1960 que el seu marit havia dit a una visitadora: "Permeti'm presentar-li la germana de Wigner, que ara és la meva esposa".
Una altra història que es conta sobre Dirac és que quan va conèixer el jove Richard Feynman en una conferència, va dir després d'un llarg silenci: "Tinc una equació. Tu també en tens una?"
Després de presentar una conferència en una conferència, un company va aixecar la mà i va dir: "No entenc l'equació de la cantonada superior dreta de la pissarra". Després d'un llarg silenci, el moderador va preguntar a Dirac si volia respondre a la pregunta, a la qual cosa Dirac va respondre: "Això no era una pregunta, era un comentari".
Dirac també va ser conegut per la seva modèstia personal. Va anomenar l'equació per a l'evolució temporal d'un operador quàntic, que va ser el primer a escriure, l'"equació del moviment de Heisenberg". La majoria dels físics parlen d'estadística de Fermi-Dirac per a partícules d'espín semienter (fermions) i estadística de Bose-Einstein per a partícules d'espín enter (bosons). Mentre donava conferències més tard a la vida, Dirac sempre va insistir a anomenar l'antic "estadística de Fermi". Es va referir a aquesta última com a "estadística de Bose" per raons, va explicar, de "simetria".

### Filosofia de la física
Quan se li va demanar que resumís la seva filosofia de la física, Dirac va escriure: "Les lleis físiques han de tenir bellesa matemàtica".
És conegut que a Dirac no li molestaven els problemes d'interpretació en la teoria quàntica. De fet, en un article publicat en un llibre en honor seu, va escriure: "La interpretació de la mecànica quàntica ha estat tractada per molts autors, i no vull parlar-ne aquí. Vull tractar coses més fonamentals."

### Opinions sobre la religió
Heisenberg recordava una conversa entre joves participants a la Conferència Solvay de 1927 sobre les opinions d'Einstein i Planck sobre la religió entre Wolfgang Pauli, Heisenberg i Dirac. La contribució de Dirac va ser una crítica a la finalitat política de la religió, que Bohr va considerar força lúcida quan la va sentir més tard de Heisenberg. Entre altres coses, Heisenberg va imaginar que Dirac podria dir:
| «                                                     | No sé per què parlem de religió. Si som honestos —i els científics ho han de ser— hem d'admetre que la religió és un garbuix d'afirmacions falses, sense cap fonament en la realitat. La idea mateixa de Déu és producte de la imaginació humana. És força comprensible per què els pobles primitius, que estaven molt més exposats a les forces aclaparadores de la natura que nosaltres avui dia, haurien d'haver personificat aquestes forces en la por i el tremolor. Però avui dia, quan entenem tants processos naturals, no necessitem aquestes solucions. No puc veure per res com el postulat d'un Déu Totpoderós ens pot ajudar de cap manera. El que sí que veig és que aquesta suposició porta a preguntes tan improductives com ara per què Déu permet tanta misèria i injustícia, l'explotació dels pobres pels rics i tots els altres horrors que podria haver evitat. Si encara s'ensenya religió, no és de cap manera perquè les seves idees encara ens convencin, sinó simplement perquè alguns de nosaltres volem mantenir callades les classes baixes. La gent tranquil·la és molt més fàcil de governar que la gent sorollosa i insatisfeta. També són molt més fàcils d'explotar. La religió és una mena d'opi que permet a una nació adormir-se en somnis desitjosos i així oblidar les injustícies que s'estan perpetrant contra el poble. D'aquí l'estreta aliança entre aquestes dues grans forces polítiques, l'Estat i l'Església. Tots dos necessiten la il·lusió que un Déu bondadós recompensa —al cel si no a la terra— tots aquells que no s'han aixecat contra la injustícia, que han complert amb el seu deure en silenci i sense queixar-se. És precisament per això que l'afirmació honesta que Déu és un mer producte de la imaginació humana es qualifica com el pitjor de tots els pecats mortals. | » |
| — El que Heisenberg va imaginar que Dirac podria dir, | |   |

La visió de Heisenberg era tolerant. Pauli, criat com a catòlic, havia guardat silenci després d'alguns comentaris inicials, però quan finalment li van demanar la seva opinió, va dir: Bé, el nostre amic Dirac té una religió i el seu principi rector és "No hi ha Déu, i Paul Dirac és el seu profeta"  Tothom, inclòs Dirac, va esclatar a riure.
Més tard, en un article que esmentava Déu i que va aparèixer a l'edició de maig de 1963 de Scientific American, Dirac va escriure:
| «        | Sembla que una de les característiques fonamentals de la natura és que les lleis físiques fonamentals es descriuen en termes d'una teoria matemàtica de gran bellesa i poder, que requereix un nivell matemàtic força alt per entendre-la. Us podeu preguntar: per què la natura està construïda d'aquesta manera? Només es pot respondre que el nostre coneixement actual sembla demostrar que la natura està construïda així. Simplement ho hem d'acceptar. Potser es podria descriure la situació dient que Déu és un matemàtic d'un ordre molt elevat, i que va utilitzar matemàtiques molt avançades per construir l'univers. Els nostres febles intents matemàtics ens permeten entendre una mica l'univers, i a mesura que anem desenvolupant matemàtiques cada cop més elevades podem esperar entendre millor l'univers. | » |
| — Dirac, | |   |

El 1971, en una conferència, Dirac va expressar la seva opinió sobre l'existència de Déu. Dirac va explicar que l'existència de Déu només es podia justificar si un esdeveniment improbable hagués tingut lloc en el passat:
| «        | Pot ser que sigui extremadament difícil començar la vida. Pot ser que sigui tan difícil començar una vida que només hagi succeït una vegada entre tots els planetes... Considerem, només com a conjectura, que la probabilitat que la vida comenci quan tinguem les condicions físiques adequades és de 10⁻⁵ . No tinc cap raó lògica per proposar aquesta xifra, només vull que la considereu com una possibilitat. En aquestes condicions... és gairebé segur que la vida no hauria començat. I crec que, en aquestes condicions, caldrà assumir l'existència d'un déu per iniciar la vida. Per tant, m'agradaria establir aquesta connexió entre l'existència d'un déu i les lleis físiques: si les lleis físiques són tals que començar la vida implica una probabilitat excessivament petita, de manera que no serà raonable suposar que la vida hauria començat només per casualitat cega, aleshores hi ha d'haver un déu, i aquest déu probablement estaria mostrant la seva influència en els salts quàntics que tenen lloc més endavant. D'altra banda, si la vida pot començar molt fàcilment i no necessita cap influència divina, aleshores diré que no hi ha déu. | » |
| — Dirac, | |   |

Dirac no es va comprometre amb cap punt de vista definit, però va descriure les possibilitats per respondre científicament a la qüestió de Déu.

### Ideologia
Dirac fou un ateu reconegut. Després de parlar amb ell, Wolfgang Ernst Pauli va dir en les seves cròniques: "Si entenc correctament Dirac, ell diu: no hi ha Déu, i Dirac és el seu profeta".
Dirac fou conegut entre els seus col·legues per la seva naturalesa precisa i taciturna. Quan Niels Bohr es queixava que no sabia com acabar una determinada frase en un article científic, Dirac li va replicar: A mi em van ensenyar a l'escola que mai s'ha de començar una frase sense saber-ne el final. Quan va visitar la Unió Soviètica, va ser convidat a una conferència que versava sobre la filosofia de la física. Ell, simplement, es va posar dempeus i va escriure a la pissarra: "Les lleis físiques han de tenir la simplicitat i bellesa de les matemàtiques".
Quan en una ocasió li van preguntar sobre poesia, va contestar: en ciència hom intenta dir de manera que tothom pugui entendre alguna cosa que ningú abans no sabia, en poesia passa exactament el contrari.
Dirac fou també reconegut per la seva modèstia. Va anomenar l'equació de l'evolució temporal d'un operador mecanicoquàntic l'equació de moviment de Heisenberg, quan va ser ell el primer a escriure-la. Per a referir-se a l'estadística de Fermi-Dirac sempre va insistir a dir estadística de Fermi.

## Carrera científica

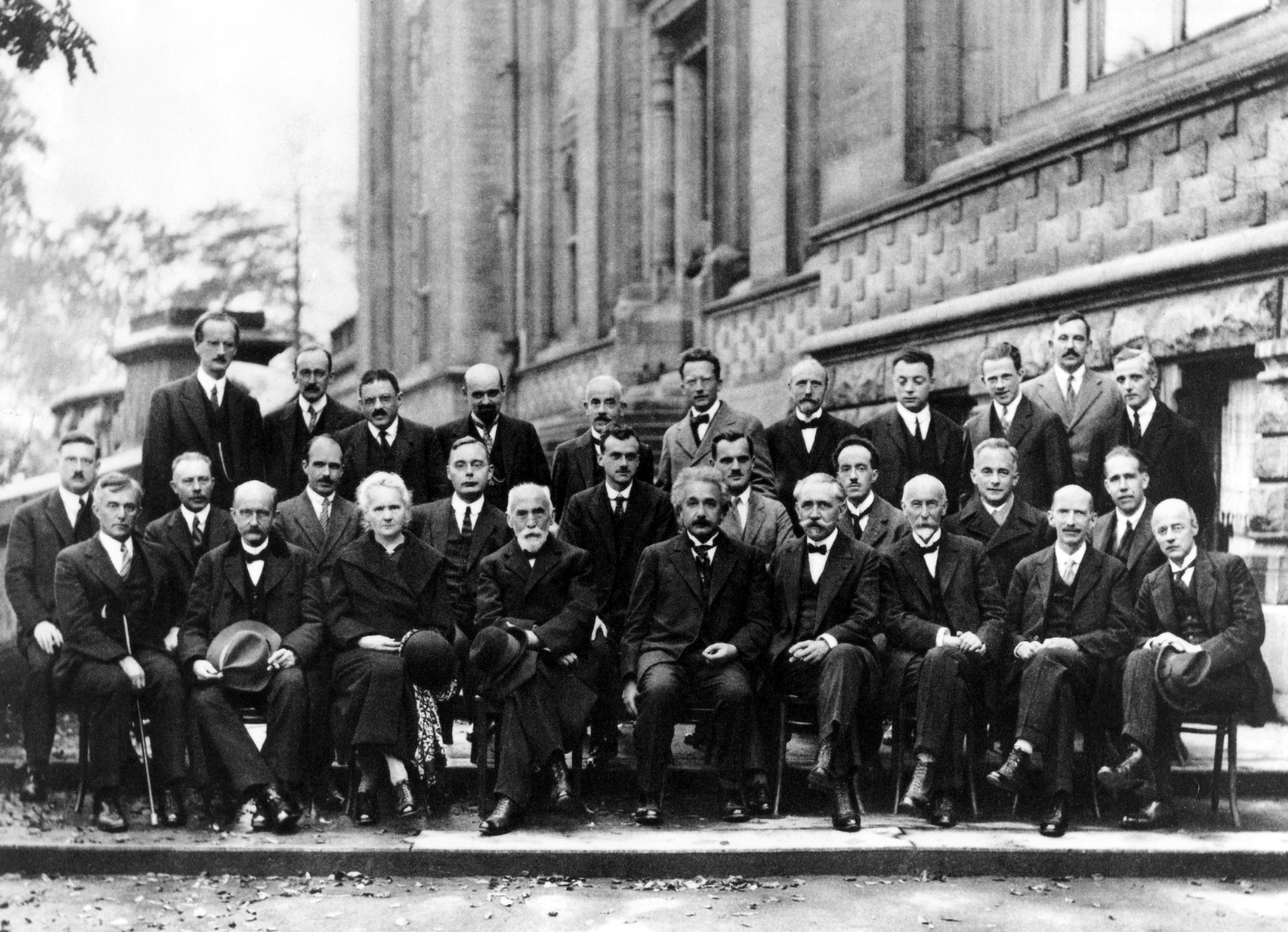
Cinquena Conferència Solvay (1927). Podem observar Paul Dirac al centre de la segona fila, entre Hendrik Anthony Kramers i Arthur Holly Compton

Dirac va descobrir l'equació relativista de l'electró, que ara porta el seu nom. La noció remarcable d'una antipartícula a cada partícula de fermió –per exemple, el positró com a antipartícula a l'electró– prové de la seva equació. Se li atribueix el mèrit de ser el creador de la teoria quàntica de camps, que és la base de tot el treball teòric sobre partícules subatòmiques o "elementals" actuals, un treball que és fonamental per a la nostra comprensió de les forces de la natura, juntament amb la creació de l'electrodinàmica quàntica i l'encunyació del terme. Va proposar i investigar el concepte d'un monopol magnètic, un objecte encara no conegut empíricament, com a mitjà per aportar encara més simetria a les equacions de l'electromagnetisme de James Clerk Maxwell . Dirac també va encunyar els termes " fermió" (partícules amb espín semi-enter) i "bosó" (partícules amb espín sencer).
Al llarg de la seva carrera, Dirac va estar motivat pels principis de la bellesa matemàtica, i Peter Goddard va afirmar que "Dirac va citar la bellesa matemàtica com el criteri definitiu per seleccionar el camí a seguir en la física teòrica". Dirac va ser reconegut pel seu talent matemàtic, ja que durant la seva època a la universitat, els acadèmics havien afirmat que Dirac tenia una "habilitat del més alt ordre en física matemàtica", i Ebenezer Cunningham va afirmar que Dirac era "l'estudiant més original que he conegut en l'assignatura de física matemàtica". Per tant, Dirac era conegut per la seva "intuïció física sorprenent combinada amb la capacitat d'inventar noves matemàtiques per crear nova física". Durant la seva carrera, Dirac va fer nombroses contribucions importants a les matemàtiques, com ara la funció delta de Dirac, l'àlgebra de Dirac i l'operador de Dirac.

### Teoria quàntica
Es va interessar per la teoria de la relativitat i la física quàntica, aleshores en els seus orígens, tot treballant sota la supervisió de Ralph Fowler.
El primer pas de Dirac cap a una nova teoria quàntica va ser fet a finals de setembre de 1925. Ralph Fowler, el seu supervisor de recerca, havia rebut una còpia de prova d'un article exploratori de Werner Heisenberg en el marc de l'antiga teoria quàntica de Bohr i Sommerfeld. Heisenberg es va basar en gran manera en el principi de correspondència de Bohr, però va canviar les equacions de manera que involucressin quantitats directament observables, cosa que va conduir a la formulació matricial de la mecànica quàntica. Fowler va enviar l'article de Heisenberg a Dirac, que era de vacances a Bristol, demanant-li que l'examinessin detingudament.

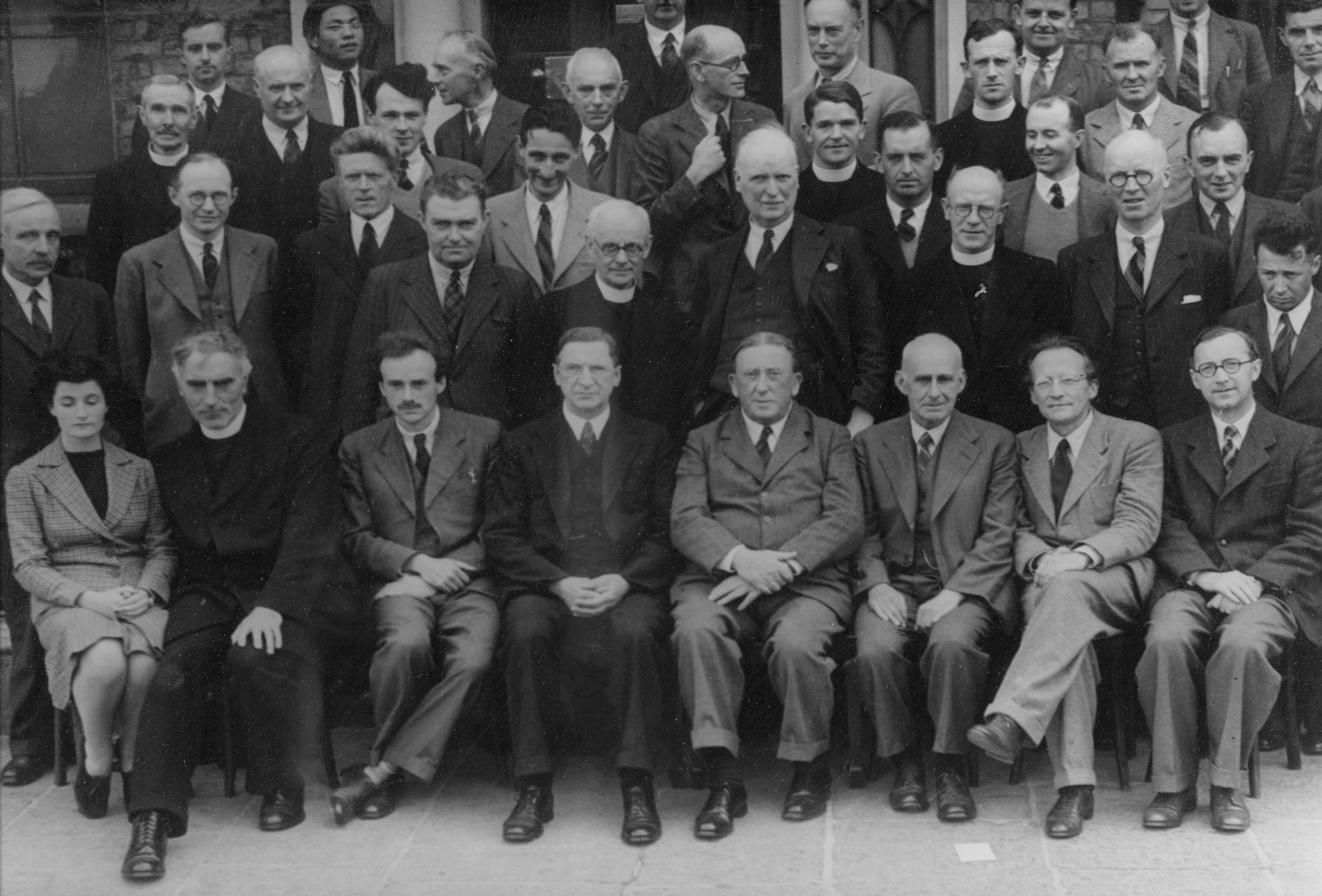
Dirac (primera fila, tercera per l'esquerra), al costat d'Éamon de Valera (primera fila, quarta per l'esquerra), Erwin Schrödinger (primera fila, segona per la dreta) a l' Institut d'Estudis Avançats de Dublín el 1942

El 1926, va desenvolupar una versió de la mecànica quàntica que unia els treballs previs de Werner Heisenberg i d'Erwin Schrödinger en un únic model matemàtic que associa quantitats mesurables amb operadors que actuen en un espai vectorial de Hilbert i descriu l'estat físic del sistema.

### Estadístiques de Fermi-Dirac
Poc després que Wolfgang Pauli proposés el seu principi d'exclusió de Pauli (que dos electrons no poden ocupar el mateix nivell d'energia quàntica), Enrico Fermi i Dirac es van adonar que el principi alteraria dràsticament la mecànica estadística dels sistemes d'electrons. Aquest treball va esdevenir la base de l'estadística de Fermi-Dirac. Això s'aplica a sistemes que consisteixen en moltes partícules d'espín 1/2 idèntiques, o fermions (és a dir, que obeeixen el principi d'exclusió de Pauli), p. ex. electrons en sòlids i líquids, i sobretot al camp de la conducció en semiconductors.

### L'equació de Dirac
L'any 1928, treballant en els spins no relativistes que suposadament havia descobert independentment del treball de Wolfgang Pauli sobre sistemes d'espín no relativistes (Dirac va dir a Abraham Pais: "Crec que vaig obtenir aquestes [matrius] independentment de Pauli i possiblement Pauli les va obtenir independentment de mi"), va proposar l'equació de Dirac com una equació relativista del moviment per a la funció d'ona de l'electró. Aquest treball va portar Dirac a predir l'existència del positró, l'antipartícula de l'electró, que va interpretar en termes del que es va anomenar el mar de Dirac. El positró va ser observat per Carl Anderson el 1932. L'equació de Dirac també va contribuir a explicar l'origen de l'espín quàntic com a fenomen relativista.
Aquest treball va permetre a Dirac predir l'existència del positró, l'antipartícula de l'electró, que va interpretar per formular el mar de Dirac. El positró va ser observat per primera vegada per Carl David Anderson el 1932.
La necessitat que els fermions (matèria) siguin creats i destruïts en la teoria de la desintegració beta d'Enrico Fermi de 1934 va conduir a una reinterpretació de l'equació de Dirac com una equació de camp "clàssica" per a qualsevol partícula puntual d'espín ħ /2, subjecta a condicions de quantificació que impliquen anticommutadors. Així reinterpretada, el 1934 per Werner Heisenberg, com una equació de camp (quàntica) que descriu amb precisió totes les partícules elementals de matèria –avui dia quarks i leptons–, aquesta equació de camp de Dirac és tan central per a la física teòrica com les equacions de camp de Maxwell, Yang-Mills i Einstein. Dirac és considerat el fundador de l'electrodinàmica quàntica, sent el primer a utilitzar aquest terme. També va introduir la idea de la polarització del buit a principis dels anys 30. Aquest treball va ser clau per al desenvolupament de la mecànica quàntica per part de la següent generació de teòrics, en particular Schwinger, Feynman, Sin-Itiro Tomonaga i Dyson en la seva formulació de l'electrodinàmica quàntica.
El seu llibre, Els Principis de la Mecànica Quàntica de Dirac, publicat el 1930, són una fita en la història de la ciència. Ràpidament  esdevingué un dels llibres de text més populars i és utilitzat encara avui en dia. En aquest llibre, Dirac va incorporar el treball previ de Werner Heisenberg sobre mecànica matricial i d'Erwin Schrödinger sobre mecànica d'ones en un únic formalisme matemàtic que associa quantitats mesurables a operadors que actuen sobre l'espai de Hilbert de vectors que descriuen l'estat d'un sistema físic. Va introduir el claudàtor de Dirac i la funció delta de Dirac. Després del seu article de 1939, també va incloure la notació bra-ket a la tercera edició del seu llibre, contribuint així al seu ús universal avui dia.
El 1931, va demostrar que l'existència d'un únic monopol magnètic a l'univers seria suficient per a explicar la quantificació de la càrrega elèctrica. Aquesta proposta fou molt ben rebuda, però fins a la data hom no ha trobat cap prova convincent de l'existència del monopol.
Paul Dirac va compartir l'any 1933 el Premi Nobel de Física amb Erwin Schrödinger "pel descobriment de noves teories atòmiques productives".
Dirac va obtenir la càtedra lucasiana de matemàtiques de la Universitat de Cambridge, on va exercir com a professor del 1932 al 1969. Dirac va passar els últims anys de la seva vida als Estats Units, treballant a la Universitat de Miami i a la Universitat Estatal de Florida. Va morir el 20 d'octubre del 1984 a la ciutat nord-americana de Tallahassee.

### Electrodinàmica quàntica
L'electrodinàmica quàntica (QED) de Dirac incloïa termes amb autoenergia infinita. Es va desenvolupar una solució alternativa coneguda com a renormalització, però Dirac mai la va acceptar. «He de dir que estic molt insatisfet amb la situació», va dir el 1975, «perquè aquesta anomenada 'bona teoria' implica negligir els infinits que apareixen a les seves equacions, negligint-los de manera arbitrària. Això simplement no són matemàtiques sensates. Les matemàtiques sensates impliquen negligir una quantitat quan és petita, no negligir-la només perquè és infinitament gran i no la vols!» La seva negativa a acceptar la renormalització va fer que el seu treball sobre el tema s'allunyés cada cop més del corrent principal. Shin'ichirō Tomonaga, Schwinger i Feynman van dominar aquest mètode, produint una QED amb una precisió sense precedents, que va resultar en un reconeixement formal amb la concessió del Premi Nobel de física.
A la dècada del 1950, en la seva recerca d'una millor QED, Paul Dirac va desenvolupar la teoria hamiltoniana de restriccions. Dirac també havia resolt el problema de posar l'equació de Schwinger-Tomonaga a la representació de Schrödinger i havia donat expressions explícites per al camp de mesons escalars (pion d'espín zero o mesó pseudoescalar), el camp de mesons vectorials (mesó rho d'espín u) i el camp electromagnètic (bosó sense massa d'espín u, fotó).

### Monopols magnètics
El 1931, Dirac va proposar que l'existència d'un únic monopol magnètic a l'univers seria suficient per explicar la quantificació de la càrrega elèctrica. No s'ha detectat cap monopol d'aquest tipus, malgrat nombrosos intents i afirmacions preliminars. (vegeu també Recerques de monopols magnètics).

### Treball de guerra
Dirac va contribuir al projecte Tube Alloys, el programa britànic per investigar i construir bombes atòmiques durant la Segona Guerra Mundial. Dirac va fer contribucions fonamentals al procés d'enriquiment d'urani i a la centrifugadora de gas, i el treball del qual es va considerar "probablement el resultat teòric més important en la tecnologia de les centrifugadores".

### Gravetat
Dirac va quantificar el camp gravitatori. El seu treball va establir les bases de la gravetat quàntica canònica. En la seva conferència de 1959 a les reunions de Lindau, Dirac va discutir per què les ones gravitacionals tenen "significació física". Dirac va predir que les ones gravitacionals tindrien una densitat d'energia ben definida el 1964. Dirac va reintroduir el terme «gravitó» en diverses conferències el 1959, assenyalant que l'energia del camp gravitatori havia de venir en quàntums.

### Cosmologia
Dirac va contribuir a la cosmologia, plantejant la seva hipòtesi dels grans nombres.

### Teoria de cordes
Es considera que Dirac va anticipar la teoria de cordes, amb el seu treball sobre la membrana de Dirac i l'acció de Dirac-Born-Infeld, ambdues propostes en un article de 1962, juntament amb altres contribucions. També va desenvolupar una teoria general del camp quàntic amb restriccions dinàmiques, que constitueix la base de les teories de gauge i les teories de supercordes actuals.

### Altres treballs
Dirac va escriure un article influent el 1933 sobre el lagrangià en la mecànica quàntica. L'article va servir de base per a Julian Schwinger i el seu principi d'acció quàntica, i va establir les bases per al desenvolupament per part de Richard Feynman d'un enfocament completament nou de la mecànica quàntica, la formulació de la integral de camí.
En un article de 1963, Dirac va iniciar l'estudi de la teoria de camps en l'espai anti-de Sitter (AdS). L'article conté les matemàtiques de la combinació de la relativitat especial amb la mecànica quàntica dels quarks dins dels hadrons, i estableix les bases dels estats comprimits de dos modes que són essencials per a l'òptica quàntica moderna, tot i que Dirac no se'n va adonar en aquell moment. Dirac havia treballat anteriorment en AdS durant la dècada del 1930, publicant un article el 1935.
El 1930, Victor Weisskopf i Eugene Wigner van publicar el seu famós i ara estàndard càlcul de l'emissió de radiació espontània en física atòmica i molecular. Curiosament, en una carta a Niels Bohr el febrer de 1927, Dirac havia arribat al mateix càlcul, però no el va publicar.
El 1938, Dirac va renormalitzar la massa en la teoria de l'electró d'Abraham-Lorentz, donant lloc a la força d'Abraham-Lorentz-Dirac, que és el model d'electrons relativista-clàssic; tanmateix, aquest model té solucions que suggereixen que la força augmenta exponencialment amb el temps.
La regla d'or de Fermi, la fórmula per calcular transicions quàntiques en sistemes dependents del temps, declarada "regla d'or" per Enrico Fermi, va ser derivada per Dirac. Dirac va ser qui va iniciar el desenvolupament de la teoria de pertorbacions dependent del temps en els seus primers treballs sobre àtoms semiclàssics que interactuen amb un camp electromagnètic. Dirac, juntament amb Werner Heisenberg, John Archibald Wheeler, Richard Feynman i Freeman Dyson, van desenvolupar finalment aquest concepte en una eina inestimable per a la física moderna, utilitzada en el càlcul de les propietats de qualsevol sistema físic i una àmplia gamma de fenòmens.

## Acadèmia

### Universitat de Cambridge
Dirac va ser professor lucasià de matemàtiques a la Universitat de Cambridge de 1932 a 1969. Va concebre el procés de separació d'isòtops de vòrtex Helikon el 1934. El 1937, va proposar un model cosmològic especulatiu basat en la hipòtesi dels grans nombres . Durant la Segona Guerra Mundial, va dur a terme importants treballs teòrics sobre l'enriquiment d'urani mitjançant centrifugadores de gas. Va introduir la unitat de treball separativa (UTS) el 1941. Va contribuir al projecte Tube Alloys, el programa britànic per investigar i construir bombes atòmiques durant la Segona Guerra Mundial.
L'hamiltonià dels sistemes restringits és una potent generalització de la teoria hamiltoniana que continua sent vàlida per a l'espai-temps corbat. Les equacions per a l'hamiltonià només impliquen sis graus de llibertat descrits per {\displaystyle g_{rs}}, {\displaystyle p^{rs}} per a cada punt de la superfície sobre el qual es considera l'estat. El {\displaystyle g_{m0}} ( m = 0, 1, 2, 3) apareixen a la teoria només a través de les variables {\displaystyle g^{r0}}, {\displaystyle (-{g^{00}})^{-1/2}} que apareixen com a coeficients arbitraris en les equacions del moviment. Hi ha quatre restriccions o equacions febles per a cada punt de la superfície {\displaystyle x^{0}} = constant. Tres d'ells {\displaystyle H_{r}} formen la densitat de quatre vectors a la superfície. El quart {\displaystyle H_{L}} és una densitat escalar tridimensional a la superfície H L ≈ 0; H r ≈ 0 ( r = 1, 2, 3)
A finals de la dècada de 1950, va aplicar els mètodes hamiltonians que havia desenvolupat per plasmar la relativitat general d'Einstein en forma hamiltoniana i per completar tècnicament el problema de quantificació de la gravitació i apropar-lo també a la resta de la física segons Salam i DeWitt. El 1959 també va fer una conferència convidada sobre "L'energia del camp gravitatori" a la reunió de Nova York de la Societat Americana de Física. El 1964 va publicar les seves *Lectures on Quantum Mechanics* (Londres: Academic), que tracta de la dinàmica restringida dels sistemes dinàmics no lineals, inclosa la quantificació de l'espai-temps corbat. També va publicar un article titulat "Quantització del camp gravitatori" al Simposi de Física Contemporània de l'ICTP/IAEA a Trieste de 1967.
Les conferències que Dirac va impartir sobre teoria quàntica de camps a la Universitat Yeshiva entre 1963 i 1964 es van publicar el 1966 com a Belfer Graduate School of Science, número de sèrie monogràfica, 3.

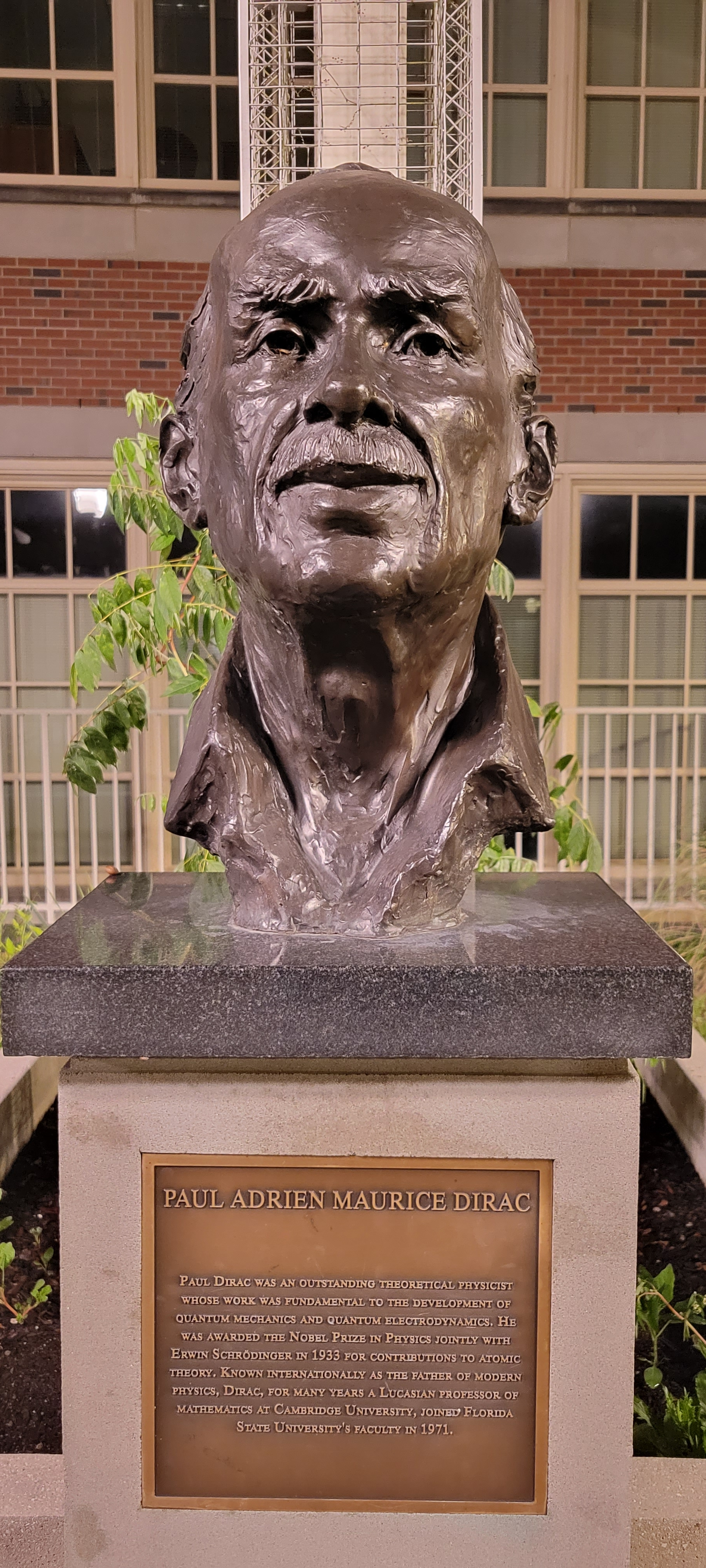
Un bust de Paul Dirac a la Universitat Estatal de Florida

## Reconeixements
En honor seu s'anomenà l'asteroide (5997) Dirac descobert l'1 d'octubre de 1983 per Antonín Mrkos.
El 1969, Dirac es va veure obligat a retirar-se de la seva càtedra a Cambridge, a causa de la seva edat (67). Abans de jubilar-se li van oferir un lloc de professor visitant a la Universitat de Miami a Coral Gables, Florida; va acceptar i es va unir al recentment format Centre d'Estudis Teòrics. El setembre de 1970 també va acceptar un lloc de professor visitant a la Universitat Estatal de Florida a Tallahassee, Florida, i es va traslladar amb la seva família a Tallahassee. Va acceptar un lloc de professor titular a la FSU el 1972.
Els relats contemporanis de la seva estada a Tallahassee la descriuen com a feliç, excepte que sembla que trobava la calor de l'estiu opressiva i li agradava escapar-ne a Cambridge. Caminava aproximadament una milla per anar a treballar cada dia i li agradava nedar en un dels dos llacs propers (Silver Lake i Lost Lake), i també era més sociable que a la Universitat de Cambridge, on treballava principalment des de casa, a part de fer classes i seminaris. A Florida State, normalment dinava amb els seus companys abans de fer una migdiada.
Dirac va publicar més de 60 articles a la FSU durant els darrers dotze anys de la seva vida, inclòs un llibre curt sobre la relativitat general. El seu darrer article (1984), titulat "Les insuficiències de la teoria quàntica de camps", conté el seu judici final sobre la teoria quàntica de camps: "Aquestes regles de renormalització donen una concordança sorprenentment i excessivament bona amb els experiments. La majoria dels físics diuen que aquestes regles de treball són, per tant, correctes. Crec que aquesta no és una raó adequada. El fet que els resultats coincideixin amb l'observació no demostra que la teoria sigui correcta". L'article acaba amb les paraules: "He passat molts anys buscant un hamiltonià per incorporar a la teoria i encara no l'he trobat. Continuaré treballant-hi tant com pugui i altres persones, espero, seguiran aquestes línies".
El 1975, Dirac va impartir una sèrie de cinc conferències a la Universitat de Nova Gal·les del Sud que posteriorment es van publicar com a llibre, Directions in Physics (1978). Va donar els drets d'autor d'aquest llibre a la universitat per a l'establiment de la sèrie de conferències Dirac. La Universitat de Nova Gal·les del Sud atorga la Medalla Dirac de Plata per a l'Avenç de la Física Teòrica per commemorar la conferència.

### Estudiants
Entre els seus nombrosos estudiants hi havia Homi J. Bhabha,  Fred Hoyle, John Polkinghorne  i Freeman Dyson. Polkinghorne recorda que a Dirac «una vegada li van preguntar quina era la seva creença fonamental. Va anar cap a una pissarra i va escriure que les lleis de la natura s'havien d'expressar en belles equacions» El 1930, Subrahmanyan Chandrasekhar va assistir al curs de mecànica quàntica de Dirac quatre vegades, i el va descriure com "una peça musical que vols escoltar una vegada i una altra".

## Mort i homenatges

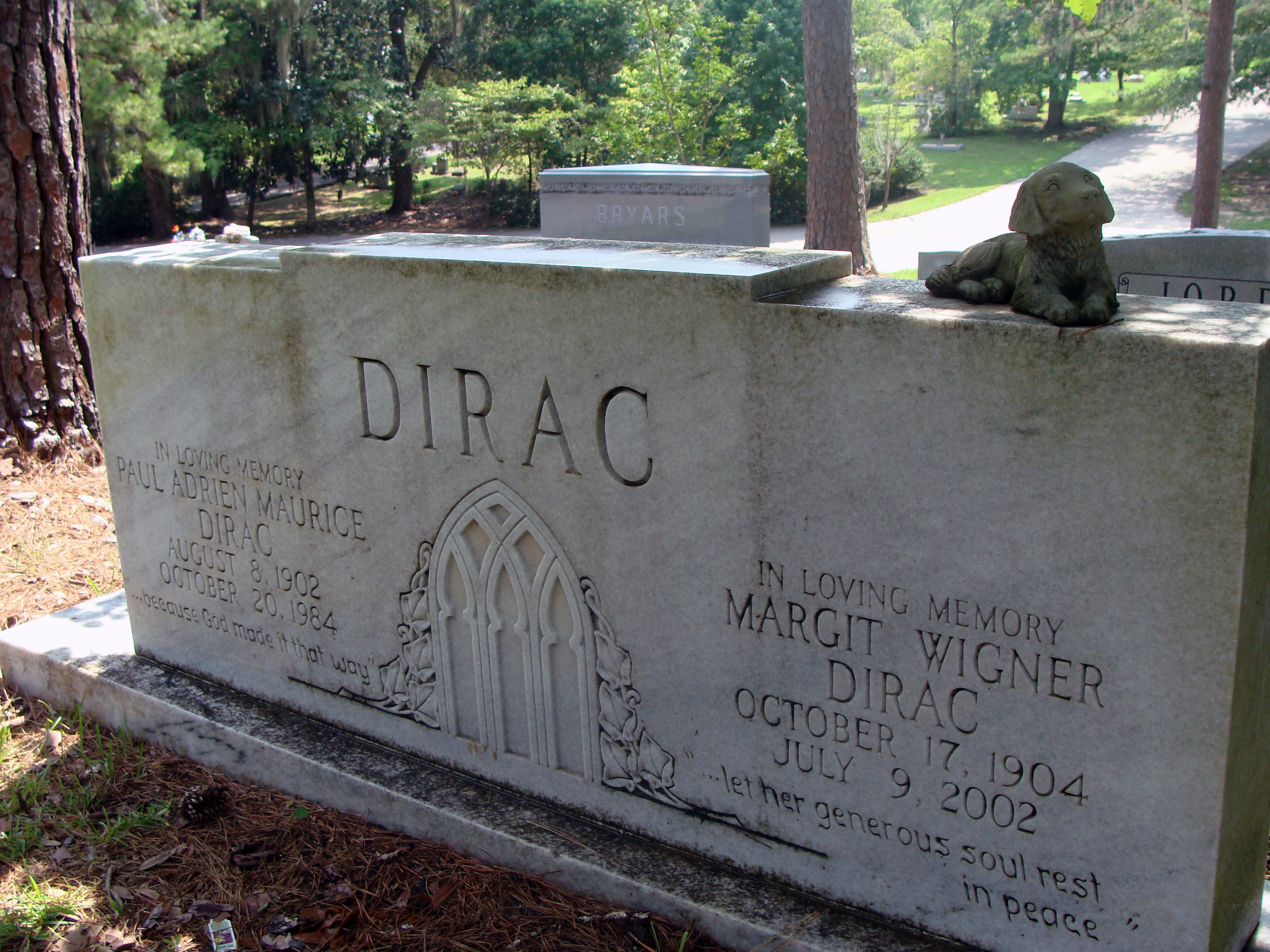
La làpida de Dirac i la seva dona al cementiri de Roselawn, Tallahassee, Florida. La seva filla Mary Elizabeth Dirac, que va morir el 20 de gener de 2007, està enterrada al seu costat.

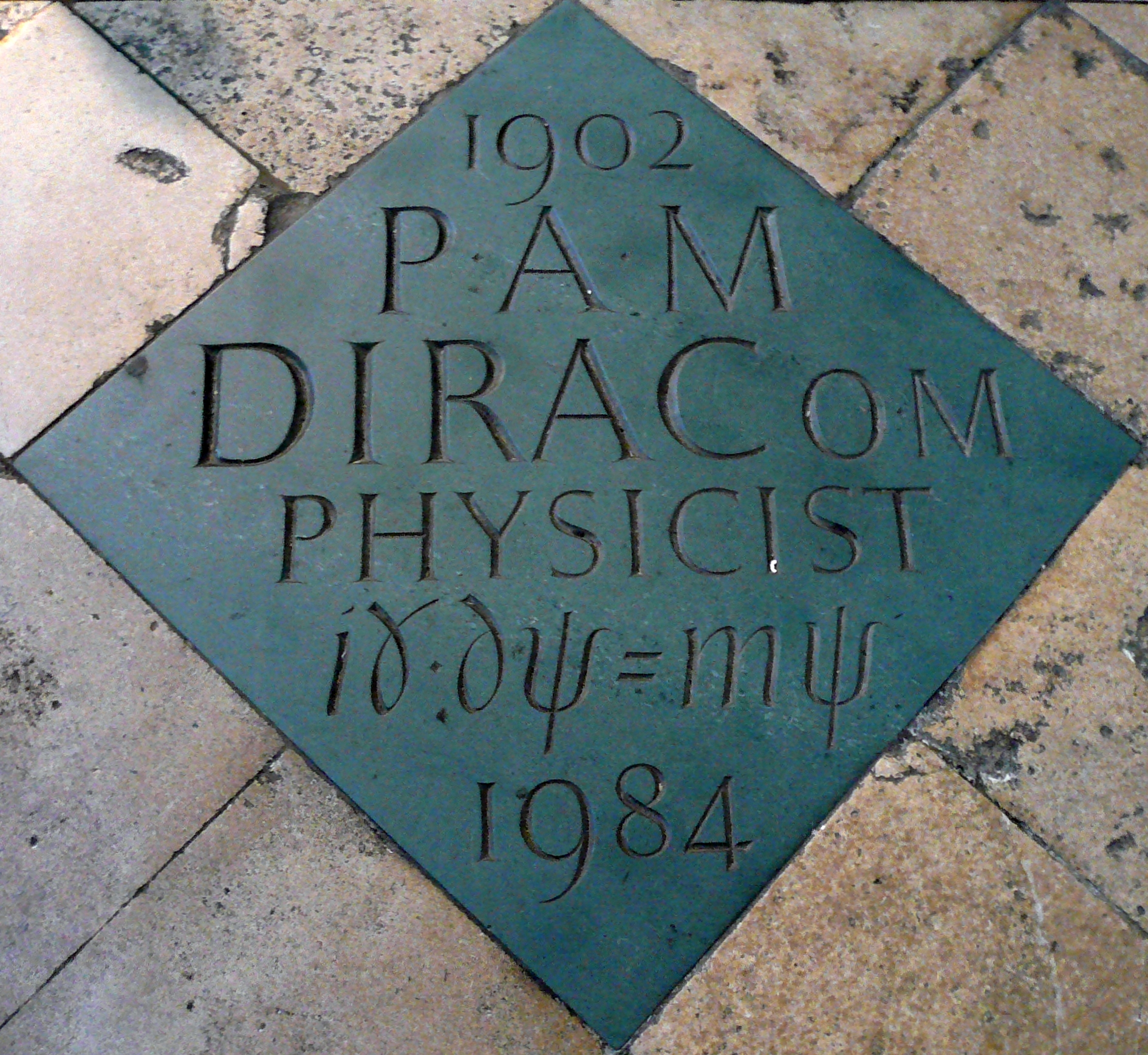
El marcador commemoratiu a l'Abadia de Westminster

El 1984, Dirac va morir a Tallahassee, Florida, i va ser enterrat al cementiri Roselawn de Tallahassee. La casa on va passar la infància de Dirac a Bishopston, Bristol, està commemorada amb una placa blava, i el carrer Dirac, que hi ha a prop, rep el nom en reconeixement dels seus vincles amb la ciutat de Bristol. L'1 d'agost de 1991 es va erigir una pedra commemorativa en un jardí de Saint-Maurice, Suïssa, la ciutat d'origen de la família del seu pare. El 13 de novembre de 1995 es va inaugurar a l'Abadia de Westminster un marcador commemoratiu, fet de pissarra verda de Burlington i amb l'equació de Dirac inscrita. El degà de Westminster, Edward Carpenter, havia rebutjat inicialment el permís per al memorial, pensant que Dirac era anticristià, però finalment (durant un període de cinc anys) va ser persuadit perquè cedís.

### Honors
Dirac va compartir el Premi Nobel de física de 1933 amb Erwin Schrödinger "pel descobriment de noves formes productives de teoria atòmica". Va ser el teòric més jove a guanyar el premi, amb 31 anys, fins a TD Lee el 1957. Dirac també va ser guardonat amb la Medalla Reial el 1939 i amb la Medalla Copley i la Medalla Max Planck el 1952. Va ser elegit membre de la Royal Society el 1930, membre de l'American Philosophical Society el 1938, membre honorari de l'American Physical Society el 1948, membre de l'Acadèmia Nacional de Ciències dels Estats Units el 1949, membre de l'Acadèmia Americana d'Arts i Ciències el 1950, i membre honorari de l'Institut de Física de Londres el 1971. Va rebre el primer Premi Memorial J. Robert Oppenheimer el 1969.  Dirac va esdevenir membre de l'Ordre del Mèrit el 1973, després d'haver rebutjat anteriorment un títol de cavaller perquè no volia que l'anomenessin pel seu nom de pila.
Després de la seva mort, dues organitzacions de físics professionals van establir premis anuals en memòria de Dirac. L'Institut de Física, l'organisme professional de físics del Regne Unit, atorga la Medalla Paul Dirac per "contribucions destacades a la física teòrica (inclosa la matemàtica i la computacional)". Els tres primers guardonats van ser Stephen Hawking (1987), John Stewart Bell (1988) i Roger Penrose (1989). Des del 1985, el Centre Internacional de Física Teòrica atorga la Medalla Dirac del CIPT cada any en el dia de l'aniversari de Dirac (8 d'agost).
El Premi Dirac-Hellman de la Universitat Estatal de Florida va ser atorgat per Bruce P. Hellman el 1997 per recompensar el treball destacat en física teòrica dels investigadors de la FSU. La Biblioteca de Ciències Paul AM Dirac de la Universitat Estatal de Florida, que Manci va inaugurar el desembre de 1989, porta el seu nom en honor seu, i s'hi conserven els seus documents. A fora hi ha una estàtua seva de Gabriella Bollobás. El carrer on es troba el Laboratori Nacional d'Alt Camp Magnètic a l'Innovation Park de Tallahassee, Florida, es diu Paul Dirac Drive. A més de la seva ciutat natal de Bristol, també hi ha un carrer que porta el seu nom, Dirac Place, a Didcot, Oxfordshire. El Centre de Ciències Dirac-Higgs de Bristol també porta el seu nom en honor seu.
La BBC va anomenar un còdec de vídeo, Dirac, en honor seu. Un asteroide descobert el 1983 va rebre el nom de Dirac. La Recerca Distribuïda que utilitza Computació Avançada (DiRAC) i el programari Dirac porten el seu nom en honor seu.

### Elogis
Es considera que Dirac està a l'alçada de Sir Isaac Newton, James Clerk Maxwell i Einstein. Einstein va escriure que a Dirac «devem la presentació més lògicament perfecta de la [mecànica quàntica]».
Amb motiu del centenari del naixement de Dirac, Richard Dalitz va escriure: "La influència i la importància de l'obra de Dirac han augmentat amb les dècades, i els físics utilitzen diàriament els conceptes i les equacions que va desenvolupar".
A l'escala logarítmica de físics de Lev Landau del 0 al 5 basada en la productivitat i el geni (sent el 0 el més alt i el 5 el més baix), va classificar Dirac amb un 1, juntament amb altres pares de la mecànica quàntica com Schrödinger i Werner Heisenberg.
John Polkinghorne va escriure: "Dirac no només va ser el físic teòric més gran que conec personalment, sinó que la seva puresa d'esperit i la seva modèstia (mai va emfatitzar en absolut les seves immenses contribucions als fonaments de la matèria) el van convertir en una figura inspiradora i una mena de sant científic."